# Голодницький Олександр Григорович
Олександр Григорович Голодницький (нар. 9 вересня 1972, Миколаїв) — український державний службовець, начальник філії «Дельта-лоцман», виконувач обов'язків голови державного підприємства «Адміністрація морських портів України», віцепрезидент Асоціації портів України «Укрпорт».

## Життєпис
Випускник інженерно-економічного факультету Миколаївського кораблебудівного інституту (спеціальність: «Економіка та управління в промисловості)» 1994 року. Навчався в аспірантурі на кафедрі економіки підприємства й підприємництва Одеського національного морського університету.

### Кар'єра
- До 2001 року працював аудитором.
- З 2001 року — заступник директора з фінансово-економічної роботи ДП «Дельта-лоцман».
- 2005—2006 рр. — заступник директора Державного департаменту морського та річкового транспорту України.
- 2008—2013 рр. — директор державного підприємства «Дельта-лоцман».
- З червня 2013 року — перший заступник голови державного підприємства «Адміністрація морських портів України».
- З 30 травня 2014 року — начальник філії «Дельта-лоцман» ДП «АМПУ».
- З 24 січня 2020 року — виконувач обов'язків голови державного підприємства «Адміністрація морських портів України»[3].

## Політична діяльність
2010—2015 — Депутат Миколаївської обласної ради VI скликання від Партії Регіонів.

## Нагороди
- Нагрудний знаком «Почесний працівник морського та річкового транспорту України» (2003).
- нагрудним знаком «Почесний працівник транспорту України» (2009).
- орден «За заслуги» III ступеня (2009).
- Городянин року (Миколаїв — номінація «Промисловість і транспорт» (2017)[5].
- Кавалер Почесного знаку Асоціації портів України «Укрпорт»[1].